# Isidro Murillo
Isidro Murillo (Guayaquil, Ecuador, 2 de enero de 1956) es un actor guayaquileño de teatro y televisión. 

## Biografía

### Teatro
En sus inicios fue parte del grupo de teatro El Juglar desde 1977, junto a los actores Oswaldo Segura, Azucena Mora, Miriam Murillo, Augusto Enríquez, Marcelo Gálvez, Luis Aguirre, entre otros, bajo la dirección de Ernesto Suárez. Ha sido parte por años del grupo La Mueca, conformado por Oswaldo Segura y Sandra Pareja, con sede en el Teatro del Ángel.
La obra más popular en la que fue parte Murillo dentro de El Juglar fue Guayaquil Superstar, con la que han estado en Colombia, Perú, Argentina y Estados Unidos.
En 2007 dirigió la obra Asunto terminado del dramaturgo uruguayo Ricardo Prieto, ambientada en una época futurista ubicada en el año 2050, bajo la actuación de Carlos Valencia y Marco Bustos.
En julio de 2018 se reúne nuevamente con el grupo de teatro El Juglar, por motivo de las fiestas julianas, presentando Guayaquil Superstar.
En octubre de 2018, tuvo una gira de teatro en Galápagos junto a José Saltos y Ney Ponguillo del grupo de teatro La Gorra, y a gestores folclórico de la Compañía de Danzas Costeñas Retrovador, invitados por la Casa de la Cultura Ecuatoriana Núcleo de Galápagos.
En noviembre de 2018 junto al grupo de teatro El Juglar, realizó presentaciones en Argentina con la obra Banda de Pueblo del escritor José de la Cuadra, y dirigida por Ernesto Suárez.

### Televisión
Tuvo apariciones especiales en la serie de televisión de 1989, Mis adorables entenados, de Ecuavisa, dirigida por Héctor Cáceres, guionizada por Jorge Toledo, y protagonizada por Oswaldo Segura, Andrés Garzón, Héctor Garzón, Richard Barker, Amparo Guillén y Sandra Pareja.
Después de unos años, en los 90, fue parte de la serie cómica Súbete a mi taxi, y tuvo apariciones en De la vida real, luego de eso realizó estudios en Argentina y se dedicó al teatro e impartir clases teatrales.
Después de 20 años de estar fuera de la televisión, regresó con el personaje del abogado Agapito Regalado Contento, quien tiene una relación amorosa con Doña Gioco, interpretado por Miriam Murillo, para la telenovela de Ecuavisa, 3 Familias. Al inicio estuvo en solo nueve capítulos, después doce, hasta que finalmente debido a la acogida del público terminó siendo parte de la novela hasta su temporada final en 2020.

## Filmografía
- (2017) La Trinity - Agapito Regalado Contento
- (2016-2020) 3 Familias - Agapito Regalado Contento
- (1999) De la vida real - Varios personajes
- (1997-1999) Súbete a mi taxi
- (1989-1991) Mis adorables entenados